# باغ فرهنگ
باغ فرهنگ مربوط به دوره پهلوی است و در شهرستان تفت، بخش مرکزی، دهستان شیرکوه، روستای طزرجان، خیابان فرهنگ، حسینیه بزرگ طزرجان واقع شده و این اثر در تاریخ ۱ اردیبهشت ۱۳۸۸ با شمارهٔ ثبت ۲۶۵۹۶ به‌عنوان یکی از آثار ملی ایران به ثبت رسیده‌است.